# Miroslav Dragan
Pour les articles homonymes, voir Dragan (homonymie) et Dufranne.
Michel Dufranne dit Miroslav Dragan, né le 30 juin 1970 à Bruxelles (province de Brabant), est un scénariste de bande dessinée et chroniqueur littéraire belge lié à la RTBF.

## Biographie
Michel Dufranne naît le 30 juin 1970, à Bruxelles où il réside toujours. Il a d’abord préparé un doctorat en psychologie à l’université,, avant de devenir chasseur de têtes. Rôliste pour le plaisir, il participe à la rédaction de jeux de rôle, puis collabore aux magazines de science-fiction Phénix et Science-Fiction magazine. De 2001 à 2003, il est rédacteur en chef adjoint du magazine Pavillon rouge.
Sa carrière professionnelle de scénariste est liée à celle de Jean-David Morvan. En effet, de cette rencontre naît Le Collectionneur, le premier Hors-Série Sillage. Depuis, il multiplie ses collaborations avec Morvan, avant d'oser voler de ses propres ailes.
En 2006, il lance deux séries aux éditions Casterman : La Guilde avec le dessinateur Oscar Martín dans  la collection « Grande Ligne » (2 tomes de 2006 à 2008) et Helldorado avec le dessinateur Ignacio Noé dans la collection « Ligne d'horizon » la série s'échelonne sur 3 tomes de 2006 à 2009 et une intégrale en 2011 ainsi que La Chute du dragon noir, le tome 1 de Nadir, dessiné et mis en couleur par Goran Josik dans la collection « Terres de Légendes » aux éditions Delcourt en septembre 2006. Cet album n'aura pas de suite et la série sera abandonnée malgré la bonne critique de Serge Perraud sur SF-Mag. En 2007, chez le même éditeur, il scénarise deux nouvelles séries : Les Trois Mousquetaires en collaboration avec Morvan pour le dessinateur Ruben et Souvenirs de la Grande armée dessinée par Alexis Alexander. De 2008 à 2013, il écrit en collaboration avec Gorian Delpâture, l'adaptation en bande dessinée du Candide de Voltaire dessinée par Vujadin Radovanović pour la collection « Ex-Libris » aux éditions Delcourt (3 tomes et une intégrale).
En 2011, sort aux éditions Soleil Productions la bande dessinée Triangle rose, opus consacré à la répression envers les homosexuels sous le IIIe Reich. Michel Dufranne s'est chargé du scénario et Milorad Vicanović des dessins.
Parallèlement à ses activités de scénariste, Michel Dufranne est également chroniqueur de bande dessinée pour Le Journal du Mardi et traite de polar et science-fiction sur la RTBF, d'abord dans l’émission littéraire Mille-Feuilles, puis dans l'émission Livrés à domicile ainsi que chroniqueur littéraire de l'émission le 6/8 tous les lundis sur La Une,, dans Entrez sans frapper sur La Première et dans Sous Couverture de la RTBF en janvier 2023. On peut voir de nombreuses chroniques en podcast sur Auvio.

### Vie privée
Michel Dufranne a deux fils.

## Œuvres

### Publications

#### Albums de bande dessinée

##### Les Trois Mousquetaires
- Les Trois Mousquetaires, Delcourt, 4 tomes (2007 à 2010) :

1. 2007  (ISBN 978-2-7560-0213-2)[18].
2. 2007  (ISBN 978-2-7560-0959-9).

- 3. Volume 3[19], Delcourt, coll. « Ex-libris », Paris, 8 octobre 2008
Scénario : Jean-David Morvan, Michel Dufranne - Dessin : Rubén - Couleurs : Marie Galopin -  (ISBN 978-2-7560-0960-5)
- 4. Volume 4[20],[21], Delcourt, coll. « Ex-libris », Paris, 23 juin 2010
Scénario : Jean-David Morvan, Michel Dufranne - Dessin : Rubén - Couleurs : Marie Galopin -  (ISBN 978-2-7560-1536-1)
- Int. Les Trois Mousquetaires, Éditions du Long Bec, coll. « Le blanc et le noir », Erstein, 22 août 2018
Scénario : Jean-David Morvan, Michel Dufranne - Dessin : Rubén - Couleurs : noir et blanc -  (ISBN 979-10-92499-91-9)
- Int. Les Trois Mousquetaires, Delcourt, coll. « Ex-libris », Paris, 6 novembre 2019
Scénario : Jean-David Morvan, Michel Dufranne - Dessin : Rubén - Couleurs : Marie Galopin -  (ISBN 978-2-413-02486-6)

#### Anthologies
- Bruxelles noir, Asphalte, coll. « Asphalte noir », Paris, 2015  (ISBN 9782918767527).

### Jeux de rôle
- Guildes : El Dorado[45],[46].

#### Livres
: document utilisé comme source pour la rédaction de cet article.
- Philippe Mellot, Michel Denni, Laurent Turpin et Isabelle Morzadec, Trésors de la bande dessinée : BDM 2022-2023 - Catalogue encyclopédique et Argus, Paris, Les Arènes, novembre 2022, 23e éd., 1677 p., ill. ; 23 cm (ISBN 9791037507280, OCLC 1351462460, présentation en ligne), p. 294, 571, 585, 1151. .

#### Articles
- Michel Dufranne (interviewé par Xad), « Michel Dufranne, le chroniqueur qui aime les mauvais genres », RTBF,‎ 10 septembre 2009 (lire en ligne, consulté le 23 janvier 2023)
- Michel Dufranne (interviewé par Nicolas Anspach), « Michel Dufranne : "L’adaptation d’un roman en BD est une question de choix, d’évidence et d’équilibre" », ActuaBD,‎ 8 juillet 2008 (lire en ligne, consulté le 24 janvier 2023)
- Michel Dufranne (interviewé par Charles-Louis Detournay), « Michel Dufranne (1/2) : « Beaucoup croient connaître la Bible, mais souvent de manière confuse » », ActuaBD,‎ 15 décembre 2010 (lire en ligne, consulté le 24 janvier 2023).